# 沙威丽·阿米达拜
沙威丽·阿米达拜（1988年11月19日—），泰國女子羽毛球運動員，專長雙打項目。

## 簡歷
2008年11月，沙威丽·阿米达拜与瓦查拉邦·蒙吉特出战馬來西亞羽毛球國際挑戰賽，在女双準决赛以0比2（17-21、21-23）不敌韩国强档的Kim Mi-young/張藝娜。
2009年7月，沙威丽·阿米达拜与瓦查拉邦·蒙吉特出战泰國羽毛球黃金大獎賽，在女双準决赛以0比2（11-21、14-21）不敌赛会2号种子、中国的楊維/張潔雯。同年10月，他与瓦查拉邦·蒙吉特出战越南羽毛球大獎賽，在女双决赛以0比2（14-21、13-21）不敌赛会头号种子、印尼强档的安妮克·菲亚·奥古斯丁/Annisa Wahyuni，赢得亚军。

### 2010年 广州亚运夺铜
2010年4月，沙威丽·阿米达拜参加印度新德里举办的亞洲羽毛球錦標賽，他和瓦查拉邦·蒙吉特以赛会4号种子出战，在半準決賽以2比1（22-20、16-21、21-18）击败了中华台北强档的謝沛蓁/王沛蓉；在準決賽以1比2（21-18、17-21、14-21）不敌马来西亚强档的許嘉雯/溫可微，赢得亚锦赛女子双打季军。同年11月，她代表泰國出戰廣州亞運會，參加羽毛球比賽的女子雙打及女子團體項目，奪得女團銀牌。同年12月，他分别与Nessara Somsri以及帕迪帕特·查拉查勒姆出战印度羽毛球國際挑戰賽，在女双决赛以2比0（21-6、21-18）击败了队友的妮查恩·金達蓬/Pattharaporn Jindapol，赢得成年组赛事冠军，亦是她首个國際挑戰賽女双冠军；而混双决赛以2比0（21-10、21-15）击败了赛会2号种子、印度强档的阿倫·維什奴/阿帕娜·巴蘭，赢得成年组赛事冠军，亦是她首个國際挑戰賽混双冠军。

### 2011年-2013年
2011年7月，沙威丽·阿米达拜与玛尼蓬·宗集出战加拿大羽毛球大獎賽，在混双準决赛以1比2（21-15、19-21、19-21）不敌赛会2号种子、德国强档的麦克·福克斯/比尔吉德·迈克斯。同年8月，她代表泰国参加中国深圳举办的世界大學運動會羽毛球比賽，在率先进行的团体赛中，助泰国队赢得混合團體铜牌；此外，还与搭档Nessara Somsri赢得世大运女子双打铜牌；而与搭档玛尼蓬·宗集赢得混合双打铜牌。同年11月，她与沙西丽·德拉达那猜出战碧特博格羽毛球黃金大獎賽，在女双準决赛以0比2（9-21、16-21）不敌赛会头号种子、日本强档的藤井瑞希/垣岩令佳。
2012年12月，沙威丽·阿米达拜分别与沙西丽·德拉达那猜以及尼迪蓬·潘普佩克出战印度羽毛球黃金大獎賽，在女双决赛以2比0（21-12、21-6）击败了赛会3号种子、印尼强档的科马拉·戴维/珍纳·戈扎利，赢得成年组赛事，亦是她首个黃金大獎賽女双冠军。
2013年4月，沙威丽·阿米达拜与沙西丽·德拉达那猜出战澳洲羽毛球黃金大獎賽，在女双决赛以0比2（19-21、15-21）不敌印尼强档的A·P·勒杰萨·瓦里拉/维塔·玛丽莎，赢得亚军。同年7月，她代表泰國出戰俄羅斯喀山舉行的世界大學生運動會羽毛球比賽，贏得混合團體銅牌。

### 2015年
2015年8月，沙威丽·阿米达拜与提恩·伊斯里亚内特出战新加坡羽毛球國際系列賽，在混双决赛以0比2（14-21、17-21）不敌赛会2号种子、印尼强档的哈菲兹·费萨尔/谢拉·德维·奥莉亚，赢得亚军。同期8月，她与博丁·伊沙拉出战越南羽毛球大獎賽，在混双準决赛以0比2（22-24、18-21）不敌韩国强档的催率圭/蔡侑玎。同年10月，她与博丁·伊沙拉出战瑞士羽毛球國際賽，在混双决赛以1比2（21-18、23-25、18-21）不敌跨国组合的（苏格兰：罗伯·布莱尔/印尼：皮娅·泽巴迪娅·贝尔纳德特），赢得亚军。同年11月，她分别与帕冲攀·磋楚翁以及博丁·伊沙拉出战巴林羽毛球國際挑戰賽，在女双决赛以2比1（21-6、15-21、21-16）击败了队友的查亚倪·查拉查兰/帕泰玛斯·门翁，赢得国际赛女双冠军；而混双决赛以2比0（21-17、21-19）击败了赛会头号种子、新加坡强档的丹尼·巴瓦·克里斯南塔/梁语嫣，赢得国际赛混双冠军。同期11月，她分别与帕冲攀·磋楚翁以及博丁·伊沙拉出战馬來西亞羽毛球國際挑戰賽，在女双準决赛以0比2（10-21、14-21）不敌赛会8号种子、印尼强档的德拉·德斯迪亚拉·哈里斯/罗西尔塔·伊卡·普特里·萨里；而混双决赛以2比0（21-13、21-6）击败了赛会4号种子、印尼强档的哈菲兹·费萨尔/谢拉·德维·奥莉亚，赢得国际赛混双冠军。

### 2016年
2016年2月，沙威丽·阿米达拜与博丁·伊沙拉出战泰國羽毛球大師賽，在混双準决赛以0比2（18-21、14-21）不敌赛会7号种子、马来西亚强档的陳炳順/吳柳螢。同年3月，她与博丁·伊沙拉出战瑞士羽毛球黃金大獎賽，在混双决赛以1比2（21-19、16-21、15-21）不敌中国的王懿律/陈清晨，赢得亚军。同年8月，她代表泰国出戰巴西里約熱內盧舉行的奥林匹克运动会羽毛球比賽混合双打項目，與博丁·伊沙拉以10號種子身分出戰。在小組賽階段中，唯有擊敗澳大利亚的罗宾·米德尔顿/周玉蓮拿下一次胜利，其后两场分别不敌马来西亚的陳炳順/吳柳螢和印尼的通托维·艾哈迈德/利利亚纳·纳西尔，最终未能以小组资格出线。

### 2017年 東南亞運動會女團夺金
2017年2月，沙威丽·阿米达拜代表泰国参加越南胡志明市举办的亞洲羽毛球混合團體錦標賽，助球队赢得混合團體季军。同年5月，她入选蘇迪曼盃的混双主力，助泰国队赢得蘇迪曼盃季军。同期5月，她与帕冲攀·磋楚翁出战泰國羽毛球黃金大獎賽，在女双準决赛以1比2（26-24、16-21、13-21）不敌赛会5号种子、印尼强档的格雷西娅·波利/阿普里亚尼·拉哈育。同年8月，她代表泰国参加马来西亚吉隆坡举办的東南亞運動會羽毛球比賽，助泰国女队赢得女子團體金牌；此外，她和博丁·伊沙拉出战混合雙打以赛会4号种子在首圈以2比0（21-15、21-10）击败了新加坡的D·B·克里斯南塔/黄嘉盈；在半準決賽以2比0（21-12、21-15）击败了印尼的哈菲兹·费萨尔/谢拉·德维·奥莉亚；在準決賽激战三局以1比2（21-18、24-26、18-21）不敌赛会2号种子、马来西亚的吳順發/賴潔敏。

### 2018年
2018年1月，沙威丽·阿米达拜与帕冲攀·磋楚翁出战泰國羽毛球大師賽，在女双準决赛以0比2（14-21、18-21）不敌赛会2号种子、印尼强档的英吉娅·西塔·阿凡达/尼·克图特·马哈德维·伊斯特拉尼。同年8月，她与尼迪蓬·潘普佩克出战越南羽毛球公開賽，在混双决赛以2比1（13-21、21-18、21-19）击败了印尼强档的阿尔弗兰·埃科·普拉塞特亚/马尔什埃拉·吉斯卡·伊斯拉米，赢得成年组赛事冠军，亦是她首个超級100賽混双冠军。同年9月，她与尼迪蓬·潘普佩克出战印尼邦加勿里洞羽毛球大師賽，在混双决赛以0比2（19-21、18-21）不敌赛会3号种子、印尼强档的里诺夫·里瓦尔迪/P·H·门塔里，赢得亚军。

## 主要比賽成績
只列出曾進入準決賽的國際賽事成績：
| 年份   | 賽事                       | 公開賽級別 | 項目     | 拍檔                | 成績   |
| ------ | -------------------------- | ---------- | -------- | ------------------- | ------ |
| 2008年 | 馬來西亞羽毛球國際挑戰賽   | 國際挑戰賽 | 女子雙打 | 瓦查拉邦·蒙吉特     | 準決賽 |
| 2009年 | 越南羽毛球國際挑戰賽       | 國際挑戰賽 | 女子雙打 | 瓦查拉邦·蒙吉特     | 準決賽 |
| 2009年 | 樂魚羽毛球國際系列賽       | 國際系列賽 | 女子雙打 | 瓦查拉邦·蒙吉特     | 準決賽 |
| 2009年 | 樂魚羽毛球國際系列賽       | 國際系列賽 | 混合雙打 | 帕迪帕特·查拉查勒姆 | 冠軍   |
| 2009年 | 泰國羽毛球黃金大獎賽       | 黃金大獎賽 | 女子雙打 | 瓦查拉邦·蒙吉特     | 準決賽 |
| 2009年 | 越南羽毛球大獎賽           | 大獎賽     | 女子雙打 | 瓦查拉邦·蒙吉特     | 亞軍   |
| 2009年 | 韓國羽毛球國際挑戰賽       | 國際挑戰賽 | 女子雙打 | 瓦查拉邦·蒙吉特     | 準決賽 |
| 2009年 | 韓國羽毛球國際挑戰賽       | 國際挑戰賽 | 混合雙打 | 帕迪帕特·查拉查勒姆 | 準決賽 |
| 2010年 | 亞洲羽毛球錦標賽           | 其他       | 女子雙打 | 瓦查拉邦·蒙吉特     | 季軍   |
| 2010年 | 亞洲運動會羽毛球比賽       | 其他       | 女子團體 | －                  | 铜牌   |
| 2010年 | 印度羽毛球國際挑戰賽       | 國際挑戰賽 | 女子雙打 | Nessara Somsri      | 冠軍   |
| 2010年 | 印度羽毛球國際挑戰賽       | 國際挑戰賽 | 混合雙打 | 帕迪帕特·查拉查勒姆 | 冠軍   |
| 2011年 | 加拿大羽毛球大獎賽         | 大獎賽     | 混合雙打 | 玛尼蓬·宗集         | 準決賽 |
| 2011年 | 世界大學運動會羽毛球比賽   | 其他       | 混合團體 | -                   | 铜牌   |
| 2011年 | 世界大學運動會羽毛球比賽   | 其他       | 女子雙打 | Nessara Somsri      | 铜牌   |
| 2011年 | 世界大學運動會羽毛球比賽   | 其他       | 混合雙打 | 玛尼蓬·宗集         | 铜牌   |
| 2011年 | 碧特博格羽毛球黃金大獎賽   | 黃金大獎賽 | 女子雙打 | 沙西丽·德拉达那猜   | 準決賽 |
| 2012年 | 印度羽毛球黃金大獎賽       | 黃金大獎賽 | 女子雙打 | 沙西丽·德拉达那猜   | 冠軍   |
| 2012年 | 印度羽毛球黃金大獎賽       | 黃金大獎賽 | 混合雙打 | 尼迪蓬·潘普佩克     | 亞軍   |
| 2013年 | 澳洲羽毛球黃金大獎賽       | 黃金大獎賽 | 女子雙打 | 沙西丽·德拉达那猜   | 亞軍   |
| 2013年 | 世界大學運動會羽毛球比賽   | 其他       | 混合團體 | －                  | 铜牌   |
| 2015年 | 新加坡羽毛球國際系列賽     | 國際系列賽 | 混合雙打 | 提恩·伊斯里亚内特   | 亞軍   |
| 2015年 | 越南羽毛球大獎賽           | 大獎賽     | 混合雙打 | 博丁·伊沙拉         | 準決賽 |
| 2015年 | 瑞士羽毛球國際賽           | 國際挑戰賽 | 混合雙打 | 博丁·伊沙拉         | 亞軍   |
| 2015年 | 巴林羽毛球國際挑戰賽       | 國際挑戰賽 | 女子雙打 | 帕冲攀·磋楚翁       | 冠軍   |
| 2015年 | 巴林羽毛球國際挑戰賽       | 國際挑戰賽 | 混合雙打 | 博丁·伊沙拉         | 冠軍   |
| 2015年 | 馬來西亞羽毛球國際挑戰賽   | 國際挑戰賽 | 女子雙打 | 帕冲攀·磋楚翁       | 準決賽 |
| 2015年 | 馬來西亞羽毛球國際挑戰賽   | 國際挑戰賽 | 混合雙打 | 博丁·伊沙拉         | 冠軍   |
| 2016年 | 泰國羽毛球大師賽           | 黃金大獎賽 | 混合雙打 | 博丁·伊沙拉         | 準決賽 |
| 2016年 | 瑞士羽毛球黃金大獎賽       | 黃金大獎賽 | 混合雙打 | 博丁·伊沙拉         | 亞軍   |
| 2016年 | 印度羽毛球超級賽           | 超級賽     | 混合雙打 | 博丁·伊沙拉         | 準決賽 |
| 2017年 | 亞洲羽毛球混合團體錦標賽   | 其他       | 混合團體 | －                  | 季軍   |
| 2017年 | 蘇迪曼盃                   | 其他       | 混合團體 | －                  | 季軍   |
| 2017年 | 泰國羽毛球黃金大獎賽       | 黃金大獎賽 | 女子雙打 | 帕冲攀·磋楚翁       | 準決賽 |
| 2017年 | 東南亞運動會羽毛球比賽     | 其他       | 女子團體 | －                  | 金牌   |
| 2017年 | 東南亞運動會羽毛球比賽     | 其他       | 混合雙打 | 博丁·伊沙拉         | 銅牌   |
| 2018年 | 泰國羽毛球大師賽           | 超級300賽  | 女子雙打 | 帕冲攀·磋楚翁       | 準決賽 |
| 2018年 | 越南羽毛球公開賽           | 超級100賽  | 混合雙打 | 尼迪蓬·潘普佩克     | 冠軍   |
| 2018年 | 印尼邦加勿里洞羽毛球大師賽 | 超級100賽  | 混合雙打 | 尼迪蓬·潘普佩克     | 亞軍   |
| 2018年 | 印度羽毛球國際挑戰賽       | 國際挑戰賽 | 混合雙打 | 尼迪蓬·潘普佩克     | 冠軍   |
| 2019年 | 泰國羽毛球大師賽           | 超級300賽  | 混合雙打 | 尼迪蓬·潘普佩克     | 準決賽 |
| 2019年 | 蘇迪曼盃                   | 其他       | 混合團體 | －                  | 季軍   |
| 2019年 | 東南亞運動會羽球比賽       | 其他       | 女子團體 | －                  | 金牌   |

| 2007-2017年 | 首要超級賽 | 超級賽 | 黃金大獎賽 | 大獎賽 | 國際挑戰賽 | 國際系列賽 | 未來系列賽 | 其他 |

| 2018-2026年 | 總決賽 | 超級1000賽 | 超級750賽 | 超級500賽 | 超級300賽 | 超級100賽 | 國際挑戰賽 | 國際系列賽 | 未來系列賽 | 其他 |

### 奧運會和世錦賽參賽紀錄
|          | 搭檔            | 2009 | 2010 | 2011 | 2012 | 2013 | 2014 | 2015 | 2016       |      | 2019 |
| 女子雙打 | 瓦查拉邦·蒙吉特 | 48強 | 48強 | －   | －   | －   | －   | －   | －         | －   |      |
|          |                 |      |      |      |      |      |      |      |            |      |      |
| 混合雙打 | 博丁·伊沙拉     | －   | －   | －   | －   | －   | －   | －   | 小組第三名 | －   |      |
| 混合雙打 | 尼迪蓬·潘普佩克 | －   | －   | －   | －   | －   | －   | －   | －         | 16強 |      |